# Tawera duobrunnea
Tawera duobrunnea је врста слановодних морских шкољки из рода Tawera, породице Veneridae, тзв, Венерине шкољке.

## Статус
Прихваћен.
Врста је изумрла, познат је само фосил.